# 盖萨赫
盖萨赫是德国巴伐利亚州的一个市镇。总面积38.55平方公里，总人口2955人，其中男性1506人，女性1449人（2011年12月31日），人口密度77人/平方公里。